# Halterofilismo nos Jogos Olímpicos de Verão de 2004 - Até 53 kg feminino
A competição da categoria até 53 kg feminino do halterofilismo nos Jogos Olímpicos de Verão de 2004 realizou-se no dia 15 de agosto em Atenas. Um total de 8 atletas participaram.

## Medalhistas
| Ouro   | THA Udomporn Polsak     |
| Prata  | INA Raema Lisa Rumbewas |
| Bronze | COL Mabel Mosquera      |

## Resultados
| Pos. | Nome                    | Arranco (kg) | Arremesso (kg) | Total (kg)   |
| ---- | ----------------------- | ------------ | -------------- | ------------ |
| 1    | THA Udomporn Polsak     | 97,5         | 125,0          | 222,5        |
| 2    | INA Raema Lisa Rumbewas | 95,0         | 115,0          | 210,0        |
| 3    | COL Mabel Mosquera      | 87,5         | 110,0          | 197,5        |
| 4    | ROM Marioara Munteanu   | 85,0         | 105,0          | 190,0        |
| 5    | BLR Nastassia Novikava  | 87,5         | 102,5          | 190,0        |
| 6    | PNG Dika Toua           | 75,0         | 102,5          | 177,5        |
| 7    | FRA Virginie Lachaume   | 75,0         | 100,0          | 175,0        |
| —    | IND Sanamacha Chanu     | DSQ (doping) | DSQ (doping)   | DSQ (doping) |